# Alessio Di Basco
Alessio Di Basco (Vecchiano, Província de Pisa, 18 de novembre de 1964) va ser un ciclista italià que fou professional entre 1987 i 1997. Del seu palmarès destaquen les victòries d'etapa al Giro d'Itàlia de 1988, i a la Volta a Espanya de 1994.

## Palmarès
- 1983
  - Vencedor d'una etapa al Giro de la Vall d'Aosta
- 1986
  - Vencedor d'una etapa al Giro de la Vall d'Aosta
- 1988
  - Vencedor d'una etapa al Giro d'Itàlia
- 1990
  - Vencedor d'una etapa a la Setmana Ciclista Llombarda
- 1992
  - Vencedor d'una etapa a la Volta a Suïssa
- 1994
  - Vencedor d'una etapa a la Volta a Espanya
- 1995
  - Vencedor d'una etapa a la Volta a Portugal

### Resultats al Giro d'Itàlia
- 1987. 122è de la classificació general
- 1988. 109è de la classificació general. Vencedor d'una etapa
- 1989. 138è de la classificació general
- 1990. 163è de la classificació general
- 1992. 120è de la classificació general
- 1994. Abandona
- 1995. Abandona

### Resultats a la Volta a Espanya
- 1994. 111è de la classificació general. Vencedor d'una etapa
- 1997. 81è de la classificació general